# NGC 6231
NGC 6231是一個位於天蠍座的疏散星團，天球座標為赤經16時54分，赤緯-41度48分，視覺觀測大小約45角分，亮度约2.6視星等，距地球5900光年。
NGC 6231年龄约为三百二十万年，是一个非常年轻的星团，星团内的最亮星是5等的天蝎座 ζ1星。用雙筒望遠鏡或小型望遠鏡就能看到個別的恆星。

## 歷史
NGC 6231在1654年被意大利天文学家喬瓦尼·巴蒂斯塔·奧迪耶納（Giovanni Battista Hodierna）以Luminosae的名字首次纪录在星表中，但是未见记载于夏尔·梅西耶的天体列表和威廉·赫歇尔的深空天體目錄。这个天体在1678年被愛德蒙·哈雷（I.7）、1745年被尚-菲利浦·德·歇索（9）、1751年被尼可拉·路易·拉卡伊（II.13）分别再次独立发现。